# Vadans (Haute-Saône)
Vadans település Franciaországban, Haute-Saône megyében. Lakosainak száma 134 fő (2022. január 1.). Vadans Le Tremblois, Broye-Aubigney-Montseugny, Chevigney, Germigney, Lieucourt, La Grande-Résie és Valay községekkel határos.

## Népesség
A település népessége az elmúlt években az alábbi módon változott:
| Lakosok száma | 139  | 138  | 134  | 133  | 130  | 127  | 131  | 134  |
|               | 2013 | 2015 | 2017 | 2018 | 2019 | 2020 | 2021 | 2022 |